# Щербицький Денис Миколайович
Денис Щербицький (біл. Дзяніс Мікалаевіч Шчарбіцкі, нар. 14 квітня 1996, Мінськ) — білоруський футболіст, воротар клубу БАТЕ, а також національної збірної Білорусі.

## Клубна кар'єра
Народився 14 квітня 1996 року в місті Мінськ. Вихованець футбольної школи мінського МТЗ-РІПО та борисовського БАТЕ. З 2013 року розпочав виступати за дубль, також в 2014 і 2015 роках виступав за борисовський клуб в юнацькій лізі УЄФА. З 2015 року почав залучатися до основної команди. 7 липня 2016 року дебютував в матчі вищої ліги проти «Іслочі» (3:1). У вересні 2016 року підписав новий контракт з БАТЕ.
У сезоні 2017 року став основним воротарем БАТЕ, провів за команду 23 матчі в чемпіонаті Білорусі, 4 — у Лізі чемпіонів та 8 — у Лізі Європи. По завершенні сезону 2017 року визнаний найкращим воротарем чемпіонату Білорусі. У січні 2019 року продовжив контракт з борисовчанами. Розпочав сезон 2019 року як основний воротар, однак у червні отримав травму і до кінця року на полі не з'являвся. 

### Статистика
| Сезон | Дивізіон | Клуб | Країна   | Матчі | Голи |
| ----- | -------- | ---- | -------- | ----- | ---- |
| 2013  | дубль    | БАТЕ | Білорусь | 0     | 0    |
| 2014  | дубль    | БАТЕ | Білорусь | 6     | -6   |
| 2015  | дубль    | БАТЕ | Білорусь | 3     | -3   |
| 2016  | Д1       | БАТЕ | Білорусь | 5     | -3   |
| 2017  | Д1       | БАТЕ | Білорусь | 23    | -12  |
| 2018  | Д1       | БАТЕ | Білорусь | 26    | -18  |
| 2019  | Д1       | БАТЕ | Білорусь | 10    | -3   |

## Виступи за збірну
У 2012-2013 роках грав за юнацьку збірну Білорусі в кваліфікації чемпіонату Європи. 17 січня 2015 дебютував за молодіжну збірну Білорусі, вийшовши на заміну в кінці матчу проти Естонії на Кубку Співдружності в Санкт-Петербурзі. Згодом став основним воротарем молодіжної збірної. На молодіжному рівні зіграв у 7 офіційних матчах, пропустив 16 м'ячів.
9 червня 2018 року дебютував у національної збірної Білорусі, зігравши усі 90 хвилин у товариському матчі проти Фінляндії (0:2).

## Досягнення
- Білоруська футбольна вища ліга
  -  Чемпіон (3): 2016, 2017,2018
  -  Срібний призер (1): 2019

- Кубок Білорусі
  -  Володар (2): 2020, 2021

- Суперкубок Білорусі
  -  Володар (1): 2017

- У списку 22-х найкращих футболістів чемпіонату Білорусі (2): 2017, 2018
- Найкращий воротар чемпіонату Білорусі (1): 2017